# HD199254
HD199254 — хімічно пекулярна зоря спектрального класу A2, що має видиму зоряну величину в смузі V приблизно  5,5.
Вона  розташована на відстані близько 199,5 світлових років від Сонця.

## Фізичні характеристики
Зоря HD199254 обертається 
дуже швидко 
навколо своєї осі. Проєкція її екваторіальної швидкості на промінь зору становить  Vsin(i)=159км/сек.